# Глейшер (округ, Монтана)
Шаблон:StateAbbr_ 48°42′ пн. ш. 113°01′ зх. д. / 48.7° пн. ш. 113.02° зх. д.
Округ Глейшер (англ. Glacier County) — округ (графство) у штаті Монтана, США. Ідентифікатор округу 30035.

## Історія
Округ утворений 1919 року.

## Демографія
За даними перепису
2000 року
загальне населення округу становило 13247 осіб, зокрема міського населення було 7671, а сільського — 5576.
Серед мешканців округу чоловіків було 6553, а жінок — 6694. В окрузі було 4304 домогосподарства, 3246 родин, які мешкали в 5243 будинках.
Середній розмір родини становив 3,56.
Віковий розподіл населення поданий у таблиці:
| Стать    | До 15 років | 15-21 | 22-29 | 30-39 | 40-49 | 50-65 | 65-85 | Понад 85 |
| -------- | ----------- | ----- | ----- | ----- | ----- | ----- | ----- | -------- |
| Чоловіки | 1936        | 834   | 581   | 818   | 958   | 872   | 510   | 44       |
| Жінки    | 1821        | 806   | 559   | 929   | 1051  | 861   | 585   | 82       |

## Суміжні округи
- Кардстон, Альберта — північ
- Ворнер № 5, Альберта — північний схід
- Тул — схід
- Пондера — південь
- Флетгед — захід
- Вотертон-Лейкс (Вотертон-Лейкс) — північний захід

## Виноски
1. ↑  US Decennial Census. US Census Bureau. Архів оригіналу за 26 квітня 2015. Процитовано 28 листопада 2014.
2. ↑  Historical Census Browser. University of Virginia Library. Архів оригіналу за 11 серпня 2012. Процитовано 28 листопада 2014.
3. ↑  Population of Counties by Decennial Census: 1900 to 1990. US Census Bureau. Архів оригіналу за 22 вересня 2018. Процитовано 28 листопада 2014.
4. ↑  Census 2000 PHC-T-4. Ranking Tables for Counties: 1990 and 2000 (PDF). US Census Bureau. Архів оригіналу (PDF) за 18 грудня 2014. Процитовано 28 листопада 2014.
5. ↑  State & County QuickFacts. US Census Bureau. Архів оригіналу за 6 червня 2011. Процитовано 15 вересня 2013.(англ.) Наведено за англійською вікіпедією.
6. ↑  American FactFinder. Бюро перепису населення США. Архів оригіналу за 26 лютого 2012. Процитовано 31 січня 2008.

| США | Це незавершена стаття з географії США. Ви можете допомогти проєкту, виправивши або дописавши її. |